# Niki Caro
Niki Caro, all'anagrafe Nikola Jean Caro (Wellington, 20 settembre 1966), è una regista e sceneggiatrice neozelandese.

## Biografia
Niki Caro si è laureata alla Elam School of Fine Arts, branca dell'Università di Auckland nel 1988, e ha poi terminato gli studi alla Università di tecnologia Swinburne. Il primo lungometraggio da lei diretto è Memorie e desideri del 1997 che è stato votato come miglior film ai New Zealand Film Awards. Nel 2002 dirige La ragazza delle balene, film che ha vinto numerosi premi internazionali, quali un BAFTA per il miglior lungometraggio e il premio di miglior film straniero al Sundance Film Festival.
Nel 2005 dirige Charlize Theron in North Country - Storia di Josey, film che ottiene due nomination agli Oscar. Per diversi anni ha lavorato all'adattamento cinematografico del romanzo The Vintner's Luck di Elizabeth Knox, le cui riprese sono terminate nel marzo del 2009. Nel 2017 viene scelta come regista del remake live action del film Disney Mulan, uscito nel 2020.

## Filmografia

### Regista

#### Cinema
- Sure to rise (1994) - cortometraggio
- Memorie e desideri (Memory and Desire) (1997)
- La ragazza delle balene (Whale Rider) (2002)
- North Country - Storia di Josey (North Country) (2005)
- The Vintner's Luck (2009)
- McFarland, USA (2015)
- La signora dello zoo di Varsavia (The Zookeeper's Wife) (2017)
- Mulan (2020)
- The Mother (2023)

#### Televisione
- Mercy Peak - serie TV (2001-2004)
- Chiamatemi Anna - serie TV, 1 episodio (2017)